# NGC 3994
NGC 3994 في الفهرس العام الجديد، هي مجرة، تقع في كوكبة الدب الأكبر. اكتشفت في 1864 بواسطة هاينريش لويس دريست.

## روابط خارجية
- NGC 3994 على موقع ويكي سكاي: DSS2, SDSS, GALEX, IRAS, Hydrogen α, X-Ray, Astrophoto, Sky Map, Articles and images